# Glenea galathea
Glenea galathea är en skalbaggsart som beskrevs av Thomson 1865. Glenea galathea ingår i släktet Glenea och familjen långhorningar.
Artens utbredningsområde är Myanmar. Inga underarter finns listade i Catalogue of Life.